# 西鋭夫
西 鋭夫（にし としお、1941年（昭和16年）12月 - ）は、日本出身でアメリカ在住の国際政治学者、教育学者、歴史研究者。 
スタンフォード大学フーヴァー研究所元研究員。専門は日米関係、占領史、日本近代史。

## 経歴
1941年12月大阪生まれ。 関西学院大学文学部卒業後に渡米し、ワシントン大学大学院に学ぶ。 
修士号取得後にJ・ウォルター・トンプソンに勤務しながらワシントン大学研究助手・バテル記念研究所専任研究員を務め、学位論文（Politics of Freedom : American Occupation of Japan, 1945-1952）を執筆。博士号（国際政治・教育学博士）を取得。この論文がフーヴァー研究所シニアフェローラモン・マイヤーズ から評価され、同研究所から招聘されて1977年よりスタンフォード大学フーヴァー研究所博士号取得研究員。 
1985年以降、麗澤大学国際経済学部教授、日本大学大学院総合科学研究科教授、日本大学国際関係学部教授等を歴任。1977年から2023年までは、スタンフォード大学フーヴァー研究所リサーチフェローをつとめた。、モラロジー研究所特任教授、滋慶学園教育顧問等を務める。

## 人物
第二次世界大戦及びGHQによる日本占領における一次資料の分析で知られる。特にフーヴァー図書館 が所有する米国の日本占領期間（1945-1952）中の重要文書・資料などの調査を行い、その成果をUnconditional Democracy: Education and Politics in Occupied Japan, 1945-1952 (Hoover Institution Press, 1982; reissued in 2003)や『國破れてマッカーサー』（中央公論社、1998年）にまとめた。更に日本占領期における研究調査の視野を広げ、トルーマン大統領図書館、マッカーサー記念図書館にて歴史資料の発掘に努める。トルーマン図書館財団からは学術奨学金を受賞した。
Unconditional Democracyはフーヴァー・クラシックス（Hoover Classics）として現在も販売されており、教科書として扱う米国の大学もある。
2010年頃より米国での研究調査活動から日本国内にも活動の軸足を移し、東日本大震災とその後の日本社会のあり方に言及した論文 “Fukushima: Three Years Later”（March 13, 2014） や "At Fukushima, Still More Heat than Light"（July 7, 2017） などを発表。スタンフォード大学フーヴァー研究所の対日窓口としての役割を果たし、日本の大学との共同シンポジウムを２度企画し総合司会を務めた。またダイレクト出版創業者の小川忠洋が2016年1月にフーヴァー研究所で寄附講座「Tadahiro Ogawa Endowed Chair」（小川忠洋研究基金）を創立した際にシニアフェローとなり、ダイレクト出版と講座などで協業している。
ロナルド・レーガン元大統領やコンドリーザ・ライス国務長官など米国首脳との交流をはじめ、日米財政界に太いパイプを持つ。
海軍大学、マッカーサー記念図書館、ハリー・S・トルーマン大統領図書館、全米各所での講演活動多数。ハーバード大学やMITなど世界最高峰の大学との共同研究会でゲストスピーカーとして登壇。
2012年9月5日、西、三宅久之、すぎやまこういちなど保守系の著名人28人は、同年9月の自由民主党総裁選挙に向けて、「安倍晋三総理大臣を求める民間人有志の会」を発足させた。同日、同団体は安倍晋三の事務所に赴き、出馬要請をした。9月26日、総裁選が実施され、安倍が当選した。

## 主な著作

### 英語
- “The Voluntary Abstention Principle and Japan: Some Legal and Political Implications,”Natural Resources Journal, Vol.11, No.4, 1971, pp.657-673.
- Unconditional Democracy: Education and Politics in Occupied Japan, 1945-1952, Hoover Institution Press, 1982 (reissued in 2004).
- “Japan’s Last Stand in the 21st Century,”ASIA PROGRAM SPECIAL REPORT, Woodrow Wilson Center, No.119, 2004, pp.16-20.
- “On the Cesium Road,” Hoover Digest: Research and Opinion on Public Policy, Hoover Institution, No.2, 2012.
- “The New Japanese Nationalism,” Defining Ideas, A Hoover Institution Journal, Dec. 19, 2012.
- “Fukushima: Three Years Later,” Defining Ideas, A Hoover Institution Journal, Mar. 13, 2014.
- "At Fukushima, Still More Heat than Light," Hoover Digest, Hoover Institution, July 7, 2017.

### 日本語
- 「美学の國を壊した明治維新」- 第9回「真の近現代史観」懸賞論文：近現代史研究支援アパ日本再興財団主催、最優秀藤誠志賞受賞論文、2016年
  - 新訂版『新説・明治維新』ダイレクト出版、2016年、改訂版2017年。ネット販売
- 『マッカーサーの「犯罪」―秘録 日本占領』（上・下）日本工業新聞社・大手町ブックス、1983年

Unconditional Democracy の日本語版。電子書籍でも再刊
- 『富国弱民・ニッポン』広池学園出版部、1996年
- 『國破れてマッカーサー』中央公論社、1998年。中公文庫、2005年
- 『日米魂力戦　敗けるなニッポン』中央公論新社、2003年。回想記
  - 新訂版『アメリカ帝國滞米五〇年』ダイレクト出版、2020年
- 『占領神話の崩壊』岡﨑匡史共著、中央公論新社、2021年／中公文庫、2024年
- 『米占領・空腹と伝染病』岡﨑匡史共著、ダイレクト出版、2024年